# Raffaele Pucino
Raffaele Pucino (Caserta, 3 maggio 1991) è un calciatore italiano, difensore del Bari.

## Caratteristiche tecniche
Terzino destro, può giocare come terzino sinistro e come esterno destro. Ha una buona abilità sui calci di punizione.

## Carriera

### Inizi ed esordio in Serie B
Inizia a giocare a calcio nelle giovanili dell'Empoli, per poi passare alle giovanili della Casertana, con cui esordì in Serie D.
Sceso di categoria con l'Atletico Nola, con cui, da under, conquistò il ruolo di titolare, arrivando ai play-off nazionali.
La stagione successiva passò all'Alessandria con cui disputa due campionati in Lega Pro Prima Divisione esordendo il 23 agosto 2009 contro il Sorrento e totalizzando 43 presenze senza gol.
Nell'estate 2011 approda in compartecipazione al Varese per disputare il campionato di Serie B. Esordisce da titolare il 27 agosto seguente, nello 0-0 contro il Bari.  Segna la sua prima rete il 4 ottobre contro il Vicenza, fissando il punteggio sul definitivo 2-0. Alla fine della stagione disputa con la squadra lombarda i play-off per la promozione in Serie A, in cui la sua squadra viene battuta in finale dalla Sampdoria, dopo aver eliminato in semifinale l'Hellas Verona.
Il 20 giugno 2012 il Varese acquista l'intero cartellino, successivamente acquistato per il 50% dal ChievoVerona. 
Disputa il campionato di Serie B 2012-2013 con i biancorossi, disputando 33 partite e realizzando 2 reti contro Bari e Vicenza. Al termine della stagione le due società si accordano per il rinnovo della compartecipazione e per la permanenza del giocatore nella società lombarda. 
Con la squadra inizia infatti il campionato successivo, disputando da titolare la prime due giornate.

### Esordio in Serie A col Sassuolo e vari prestiti
Il 2 settembre 2013, ultimo giorno di calciomercato, passa in compartecipazione dal Chievo al Sassuolo.  Esordisce in Serie A con i neroverdi il successivo 22 settembre nella sfida casalinga contro l'Inter, sostituendo al 13º l'infortunato Gazzola: nella stessa partita si rende protagonista venti minuti dopo di una sfortunata autorete di testa, che porta gli ospiti in vantaggio per 3-0 (la partita finirà addirittura 7-0 per i nerazzurri). 
Disputerà soltanto altre due partite con i neroverdi, nel gennaio e nel marzo 2014, prima di tornare al Chievo ed iniziare una serie di prestiti tutti in seconda serie.
Nella stagione 2014-2015 è a Pescara, dove disputa 32 presenze arrivando sino alla finale dei playoff, poi persa ai danni del Bologna. La successiva stagione si accasa per la prima metà di stagione al Lanciano, mentre nella seconda parte passa all'Avellino.
La stagione 2016-2017 è abbastanza fruttuosa invece per lui, che con la maglia del Vicenza trova 5 gol, non evitando tuttavia la retrocessione.

### Salernitana
Nell'estate 2017 si accorda con la Salernitana mantenendo quindi la categoria. La sua prima stagione in Campania si conclude con 2 reti siglate contro Cittadella e Ternana. Resta in granata anche la successiva stagione, siglando alla decima giornata contro il Livorno e ripetendosi poi al 30 dicembre nella sconfitta interna per 2-4 contro il Pescara.

### Ascoli
Il 14 agosto 2019 passa a titolo definitivo all'Ascoli, firmando un contratto biennale. Segna il suo primo gol il 21 settembre, chiudendo la goleada in casa della Juve Stabia (1-5). 

### Bari
Il 2 settembre 2021 firma un contratto biennale con il Bari. Dopo un biennio tra Serie C e Serie B dove ha collezionato 56 presenze e un gol, il 15 luglio 2023 rinnova il contratto con i biancorossi per un altro biennio. Il 13 luglio 2025 rinnova per un'altra stagione.

## Statistiche

### Presenze e reti nei club
Statistiche aggiornate al 13 luglio 2025.
| Stagione           | Squadra            | Campionato         | Campionato | Campionato | Coppe nazionali | Coppe nazionali | Coppe nazionali | Coppe continentali | Coppe continentali | Coppe continentali | Altre coppe | Altre coppe | Altre coppe | Totale | Totale |
| Stagione           | Squadra            | Comp               | Pres       | Reti       | Comp            | Pres            | Reti            | Comp               | Pres               | Reti               | Comp        | Pres        | Reti        | Pres   | Reti   |
| ------------------ | ------------------ | ------------------ | ---------- | ---------- | --------------- | --------------- | --------------- | ------------------ | ------------------ | ------------------ | ----------- | ----------- | ----------- | ------ | ------ |
| 2009-2010          | Alessandria        | 1D                 | 16         | 0          | CI+CI-LP        | 0+1             | 0               | -                  | -                  | -                  | -           | -           | -           | 19     | 0      |
| 2010-2011          | Alessandria        | 1D                 | 27+1       | 0          | CI+CI-LP        | 2+1             | 0               | -                  | -                  | -                  | -           | -           | -           | 30     | 0      |
| Totale Alessandria | Totale Alessandria | Totale Alessandria | 43+1       | 0          |                 | 4               | 0               |                    | -                  | -                  |             | -           | -           | 48     | 0      |
| 2011-2012          | Varese             | B                  | 30+3       | 1          | CI              | 0               | 0               | -                  | -                  | -                  | -           | -           | -           | 33     | 1      |
| 2012-2013          | Varese             | B                  | 33         | 2          | CI              | 2               | 0               | -                  | -                  | -                  | -           | -           | -           | 35     | 2      |
| ago. 2013          | Varese             | B                  | 2          | 0          | CI              | 2               | 0               | -                  | -                  | -                  | -           | -           | -           | 4      | 0      |
| Totale Varese      | Totale Varese      | Totale Varese      | 65+3       | 3          |                 | 4               | 0               |                    | -                  | -                  |             | -           | -           | 72     | 3      |
| ago. 2013-2014     | Sassuolo           | A                  | 3          | 0          | CI              | 1               | 0               | -                  | -                  | -                  | -           | -           | -           | 4      | 0      |
| 2014-2015          | Pescara            | B                  | 32+4       | 0          | CI              | 3               | 0               | -                  | -                  | -                  | -           | -           | -           | 39     | 0      |
| 2015-gen. 2016     | Virtus Lanciano    | B                  | 20         | 0          | CI              | 0               | 0               | -                  | -                  | -                  | -           | -           | -           | 20     | 0      |
| gen.-giu. 2016     | Avellino           | B                  | 13         | 0          | CI              | -               | -               | -                  | -                  | -                  | -           | -           | -           | 13     | 0      |
| 2016-2017          | Vicenza            | B                  | 36         | 5          | CI              | 2               | 0               | -                  | -                  | -                  | -           | -           | -           | 38     | 5      |
| 2017-2018          | Salernitana        | B                  | 26         | 2          | CI              | 2               | 0               | -                  | -                  | -                  | -           | -           | -           | 28     | 2      |
| 2018-2019          | Salernitana        | B                  | 22+2       | 2          | CI              | 1               | 0               | -                  | -                  | -                  | -           | -           | -           | 25     | 2      |
| Totale Salernitana | Totale Salernitana | Totale Salernitana | 50         | 4          |                 | 3               | 0               |                    | -                  | -                  |             | -           | -           | 54     | 0      |
| 2019-2020          | Ascoli             | B                  | 17         | 1          | CI              | 1               | 0               | -                  | -                  | -                  | -           | -           | -           | 8      | 1      |
| 2020-2021          | Ascoli             | B                  | 32         | 1          | CI              | 0               | 0               | -                  | -                  | -                  | -           | -           | -           | 32     | 1      |
| Totale Ascoli      | Totale Ascoli      | Totale Ascoli      | 39         | 2          |                 | 1               | 0               |                    | -                  | -                  |             | -           | -           | 40     | 2      |
| 2021-2022          | Bari               | C                  | 22         | 1          | CI-C            | -               | -               | -                  | -                  | -                  | SC-C        | 1           | 0           | 23     | 1      |
| 2022-2023          | Bari               | B                  | 34         | 0          | CI              | 2               | 0               | -                  | -                  | -                  | -           | -           | -           | 36     | 0      |
| 2023-2024          | Bari               | B                  | 22+2       | 1          | CI              | 1               | 0               | -                  | -                  | -                  | -           | -           | -           | 25     | 1      |
| 2024-2025          | Bari               | B                  | 30         | 1          | CI              | 1               | 0               | -                  | -                  | -                  | -           | -           | -           | 31     | 1      |
| 2025-2026          | Bari               | B                  | 0          | 0          | CI              | 0               | 0               | -                  | -                  | -                  | -           | -           | -           | 0      | 0      |
| Totale Bari        | Totale Bari        | Totale Bari        | 110        | 3          |                 | 4               | 0               |                    | -                  | -                  |             | 1           | 0           | 115    | 3      |
| Totale carriera    | Totale carriera    | Totale carriera    | 429        | 17         |                 | 22              | 0               |                    | -                  | -                  |             | 1           | 0           | 452    | 17     |

## Palmarès

### Club

#### Competizioni nazionali
- Serie C: 1

Bari: 2021-2022